# Липецько-Полянська сільська рада
| Липецько-Полянська сільська рада — колишній орган місцевого самоврядування у Хустському районі Закарпатської області з адміністративним центром у с. Липецька Поляна. Сільській раді підпорядковані населені пункти: - с. Липецька Поляна - с. Каллів - с. Ожоверх - с. Слоповий |

## Склад ради
Рада складалася з 20 депутатів та голови.

## Керівний склад сільської ради
| ПІБ                           | Основні відомості                                                 | Дата обрання | Дата звільнення |
| ----------------------------- | ----------------------------------------------------------------- | ------------ | --------------- |
| Продан Іван Юрійович          | Сільський голова, 1958 року народження, освіта, безпартійний      | 26.03.2006   | 31.10.2010      |
| Прокупцянич Василь Васильович | Сільський голова, 1961 року народження, освіта вища, безпартійний | 31.10.2010   |                 |

Примітка: таблиця складена за даними джерела